# Danny De Bie

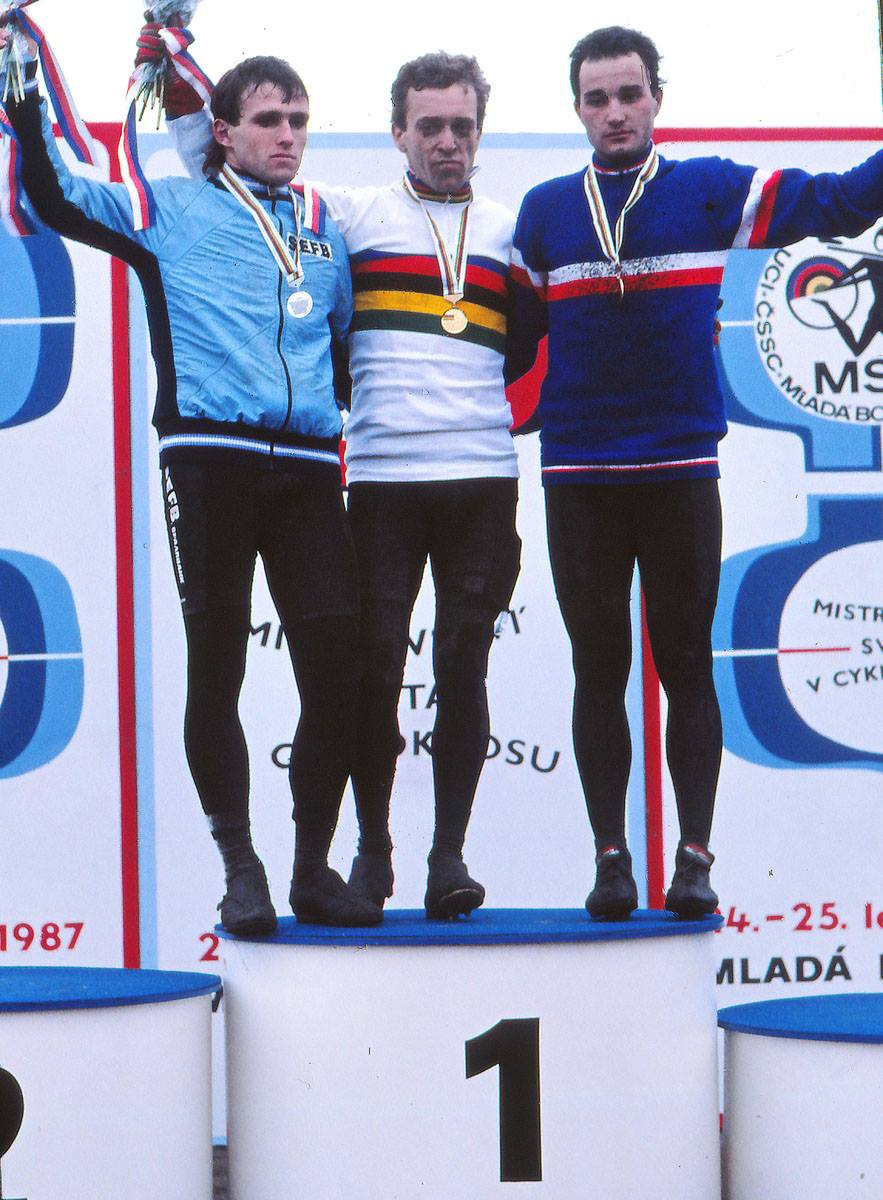
Danny De Bie (l.) als Vize-Weltmeister 1987

Danny De Bie (* 23. Januar 1960 in Beersel) ist ein ehemaliger belgischer Cyclocrossfahrer.
De Bie wurde in den Jahren 1990–1992 insgesamt dreimal belgischer Meister sowie 1989 Weltmeister im Cyclocross (frühere Bezeichnung Querfeldeinrennen). Darüber hinaus gewann er 1990 die Gesamtwertung der Superprestige-Serie und erreichte bei der Weltmeisterschaft 1987 einen zweiten Rang.

## Erfolge
1988
- Duinencross Koksijde

1989
- Cyclocross-Weltmeister
- Duinencross Koksijde
- Azencross
- Jaarmarktcross Niel
- Veldrit Diegem

1990
- Belgischer Crossmeister
- Cyclocross Gavere
- Veldrit Gieten
- Azencross

1991
- Belgischer Crossmeister
- Veldrit Gieten
- Duinencross Koksijde
- Veldrit Diegem
- Azencross

1992
- Belgischer Crossmeister
- Veldrit Gieten
- Duinencross Koksijde

1993
- Jaarmarktcross Niel

1997
- Vlaamse Houtlandcross

1998
- Cyclocross Ruddervoorde